# Extra Nena
Snežara Berić (serbio-cirílico Снежана Берић, Belgrado, 1960) más conocida como Extra Nena, es una cantante serbio-yugoslava que representó a Yugoslavia en la Eurovisión en 1992.
Snežana Berić recibió su formación en la escuela de música Josip Slavenski en Belgrado. Era conocida en Yugoslavia por su nombre artístico "Extra Nena" y recibió más de 20 premios en varios festivales de música nacionales.
En 1992 representó a Yugoslavia en el Festival de la Canción de Eurovisión en Malmö , Suecia . Con su canción Ljubim te pesmama (Te beso con canciones), llegó en el puesto 13. Fue la última cantante que representó el estado de Yugoslavia, ya cuando este se estaba desintegrando.
En la década de 1990 continuó disfrutando del éxito en Serbia, lanzando varios álbumes. Su último álbum hasta la fecha , Samo tvoja , fue lanzado en 2007. Luego se retiró de la escena musical serbia, completó su doctorado en economía y ahora trabaja como profesora de gestión y gestión intercultural en arte y música en la universidad privada de megatendencia en Belgrado. 
En diciembre de 2019, después de una pausa de doce años con Marioneta, se lanzó un nuevo álbum de Extra Nena.